# Centre national des archives de l'Église de France
Le Centre national des archives de l’Église de France (CNAEF) conserve les archives des services et des instances de la Conférence des évêques de France (CEF). En outre, il accueille, conserve et valorise des dons et dépôts d'archives intéressant l'histoire de l'Église catholique en France, et provenant de diverses sources : instituts religieux, mouvements de laïcs ou personnes privées,,.

## Histoire
Le Centre national des archives de l’Église de France fut créé en 1973, en même temps que l'Association des archivistes de l'Église de France, pour assurer la sauvegarde des archives concernant l'histoire de l’Église catholique en France, et notamment celles des services et organismes centraux de l’Église, ou des mouvements et des associations catholiques d'ampleur nationale, qui jusque-là, n'avaient pas de lieu de conservation dédié. Les débuts du service furent fort modestes : celui-ci fut d'abord installé « dans les locaux de la Bibliothèque centrale d’études, 52 avenue de Breteuil [à Paris], où des bancs servaient d’étagères ».
En février 1981, le CNAEF fut reconnu par le Conseil permanent de la Conférence des évêques de France, et le service s'installa au 106, rue du Bac à Paris, où se trouvait le Secrétariat général de l’Épiscopat français. Les magasins étaient éparpillés, des annexes ayant été installées ailleurs, en particulier rue Vauquelin à Paris.
En 1994, pour faire face à la saturation des magasins de conservation, l'Assemblée plénière de la Conférence épiscopale vota en faveur d'une extension du Centre d'archives. Le choix s'arrêta finalement sur un bâtiment jouxtant le séminaire Saint-Sulpice, la galerie Sainte-Thérèse, qui accueillait de 1992 à 1997 les bureaux du Musée français de la carte à jouer.
Après deux ans de travaux, les bâtiments furent inaugurés le 12 janvier 1998 par Louis-Marie Billé, président de la Conférence épiscopale, accompagné des membres du Conseil permanent, et en présence d'Alain Erlande-Brandenburg, directeur du Service interministériel des archives de France (SIAF). Avec cette extension, la capacité d'accueil des magasins d'archives fut portée de 770 à 3900 mètres linéaires.
En 1998, un projet de statut fut étudié par le Conseil d'orientation du CNAEF, nouvellement créé par Henri Brincard, évêque accompagnateur, chargé des archives,. Sous l'impulsion de Henri Brincard, les statuts furent approuvés par l'Assemblée plénière de la Conférence des évêques de France en novembre 2000.
Entre 2002 et 2004, le service fut fermé au public. La réforme des structures de la Conférence des évêques de France, entamée en 2002, aboutit en 2007 à l'installation de la plupart des services de la Conférence épiscopale à la Maison de la CEF, avenue de Breteuil. Pour éviter toute perte ou dégradation de documents lors des déménagements des services, les archivistes du Centre national entreprirent un travail systématique de collecte des archives de toutes les structures liées à la Conférence épiscopale. De 2004 à 2007, le CNAEF accueillit donc un afflux massif d'archives, près de 1150 mètres linéaires, qui saturèrent dès 2008 les magasins d'archives. En 2009, il fut alors décidé d'aménager en locaux de conservation une partie de la maison anciennement occupée par la communauté religieuse au service du séminaire Saint-Sulpice. Les travaux débutèrent au début de l'année 2011, et s'achevèrent la même année. La capacité d'accueil des magasins d'archives passa de 3900 à 7000 mètres linéaires. La salle de lecture rouvrit en janvier 2012.
En 2017, le service reçut le prix « Bertrand Gille », de la Société des amis des archives de France (SAAF), « un prix destiné à récompenser une personne morale ayant œuvré pour la préservation de ses archives ». En 2020, pour la première fois, le CNAEF ouvrit ses portes au grand public lors des Journées européennes du patrimoine,.

## Fonds d'archives et documents conservés
Le CNAEF regroupe ses archives au sein de six séries principales, appelées sections.
Ces sections associent les fonds d'archives selon le type de producteur. Au sein de ces sections, les versements sont classés dans l'ordre chronologique des entrées, selon la méthode de la série continue.
| Section | Type de producteur |
| ------- | --- |
| CE      | Présidence et Secrétariat général de la Conférence des évêques de France (CEF).                                                 |
| CO      | Instances et services nationaux de la Conférence des évêques de France (CEF).                                                   |
| LA      | Mouvements, institutions, organismes et associations constitués sous la responsabilité ou à l'initiative des personnes laïques. |
| PP      | Fonds donnés ou déposés à titre personnel.                                                                                      |
| EG      | Organismes issus de la hiérarchie ecclésiale mais extérieurs à la Conférence des évêques de France (CEF).                       |
| IR      | Instituts séculiers, groupes de travail et services inter-congrégations.                                                        |

## Listes des responsables

### Évêques accompagnateurs
Missionné par le Conseil permanent de la Conférence des évêques de France, l'évêque accompagnateur est chargé de suivre, au nom des évêques de France, les activités du Centre national des archives de l’Église de France.
| Nom                      | Début de fonction | Fin de fonction | Date de naissance |
| ------------------------ | ----------------- | --------------- | ----------------- |
| Henri Brincard, c.r.s.a. | 1998              | 2011            | 18 novembre 1939  |
| Maurice de Germiny       | 2011              | 2022            | 23 novembre 1939  |
| Robert Le Gall, o.s.b.   | 2022              | En cours        | 26 février 1946   |

### Directeurs et responsables
| Charles Molette                | 1973 | 1996     | Directeur                                                          |
| Père Pierre Sourisseau, m.d.p. | 1981 | 1999     | Responsable de site                                                |
| Père Claude Bressolette        | 1999 | 2000     | Directeur scientifique                                             |
| Sœur Anne-Marie Abel           | 1999 | 2002     | Responsable de site                                                |
| Vacances de postes (2002-2003) |      |          |                                                                    |
| Bernard Barbiche               | 2003 | 2011     | Directeur scientifique                                             |
| Agnès Piollet                  | 2003 | 2014     | Responsable de site (2003-2011) Responsable de service (2011-2014) |
| Élisabeth Verry                | 2014 | 2015     | Directrice scientifique                                            |
| Barbara Baudry                 | 2014 | 2015     | Responsable de site                                                |
| Cécile Delaunay                | 2015 | 2017     | Responsable de service                                             |
| Valentin Favrie                | 2017 | En cours | Responsable de service                                             |